# 7621 Sweelinck
7621 Sweelinck è un asteroide  della fascia principale. Scoperto nel 1960, presenta un'orbita caratterizzata da un semiasse maggiore pari a 3,1397991 UA e da un'eccentricità di 0,1872128, inclinata di 0,30716° rispetto all'eclittica.
L'asteroide è dedicato al compositore olandese Jan Pieterszoon Sweelinck.